# DAF 45/55
DAF 45 і DAF 55 - серія легких вантажівок повною масою 6,5-15 тонн, що випускалися з 1991 по 2000 рік на новому заводі DAF в Тейм і замінили попередню серію DAF F500-F1500. Вантажівки використовуються для внутрішньоміських, регіональних і магістральних перевезень невеликих партій вантажів.

## Історія

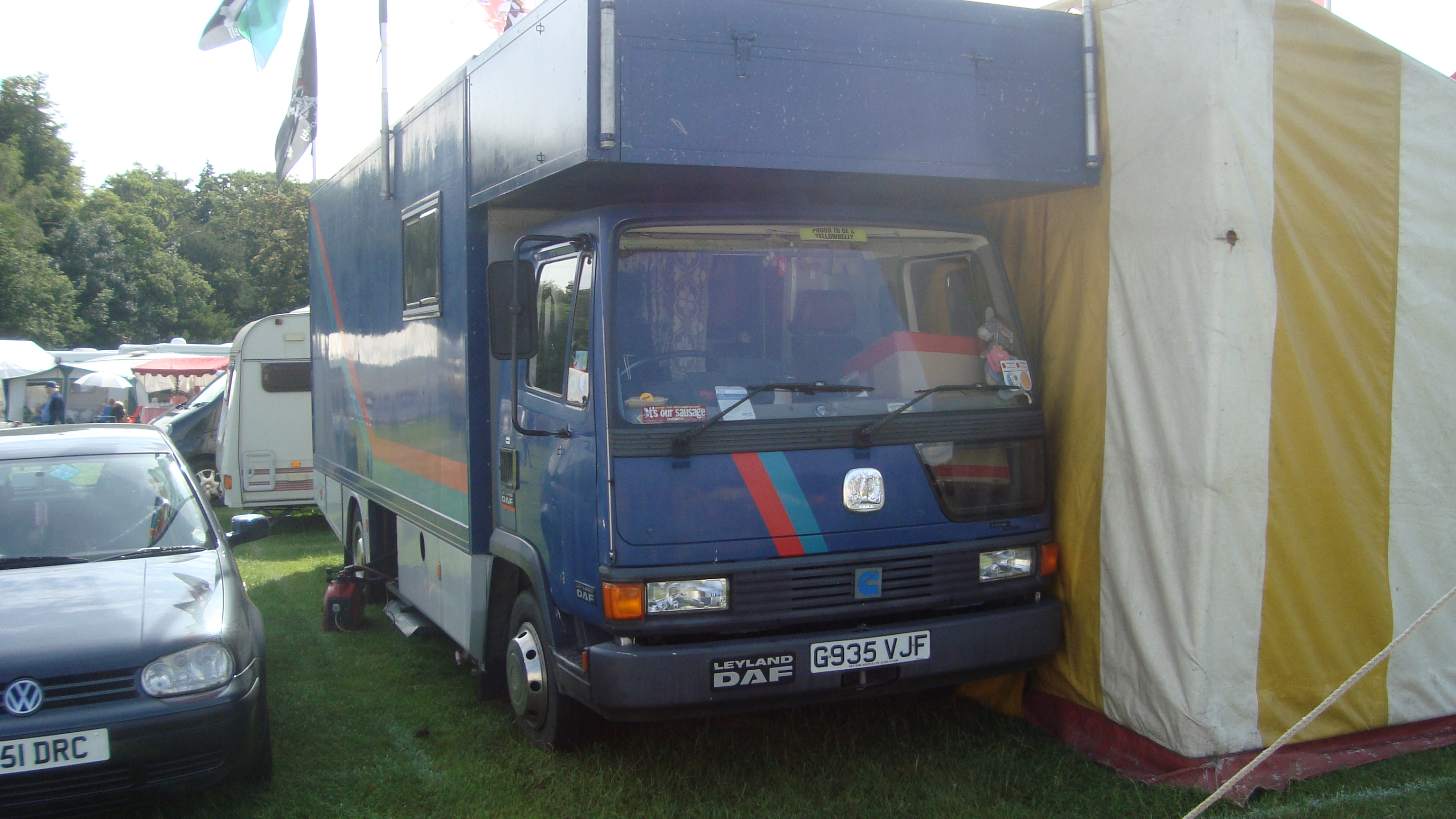
Leyland Roadrunner (1984-1993)

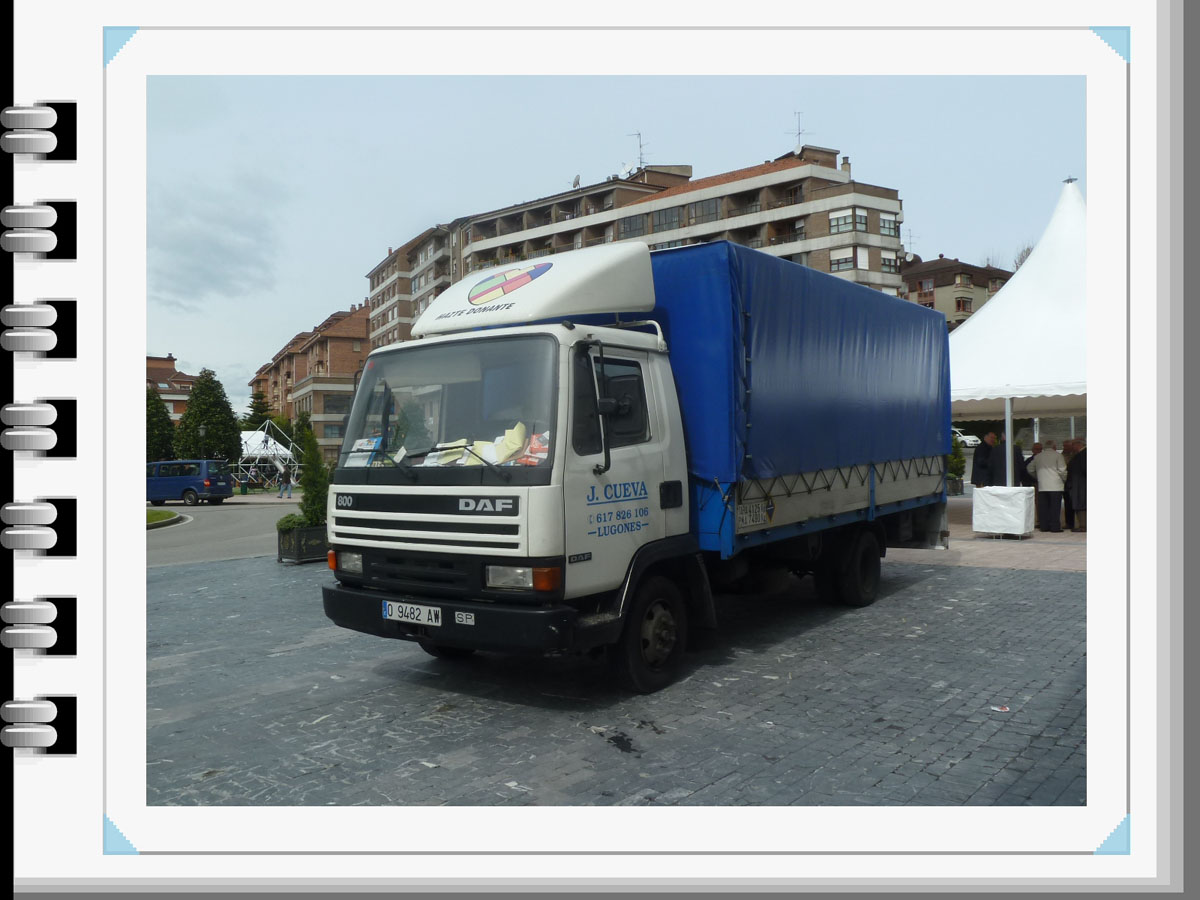
DAF 800 (1987-1991)

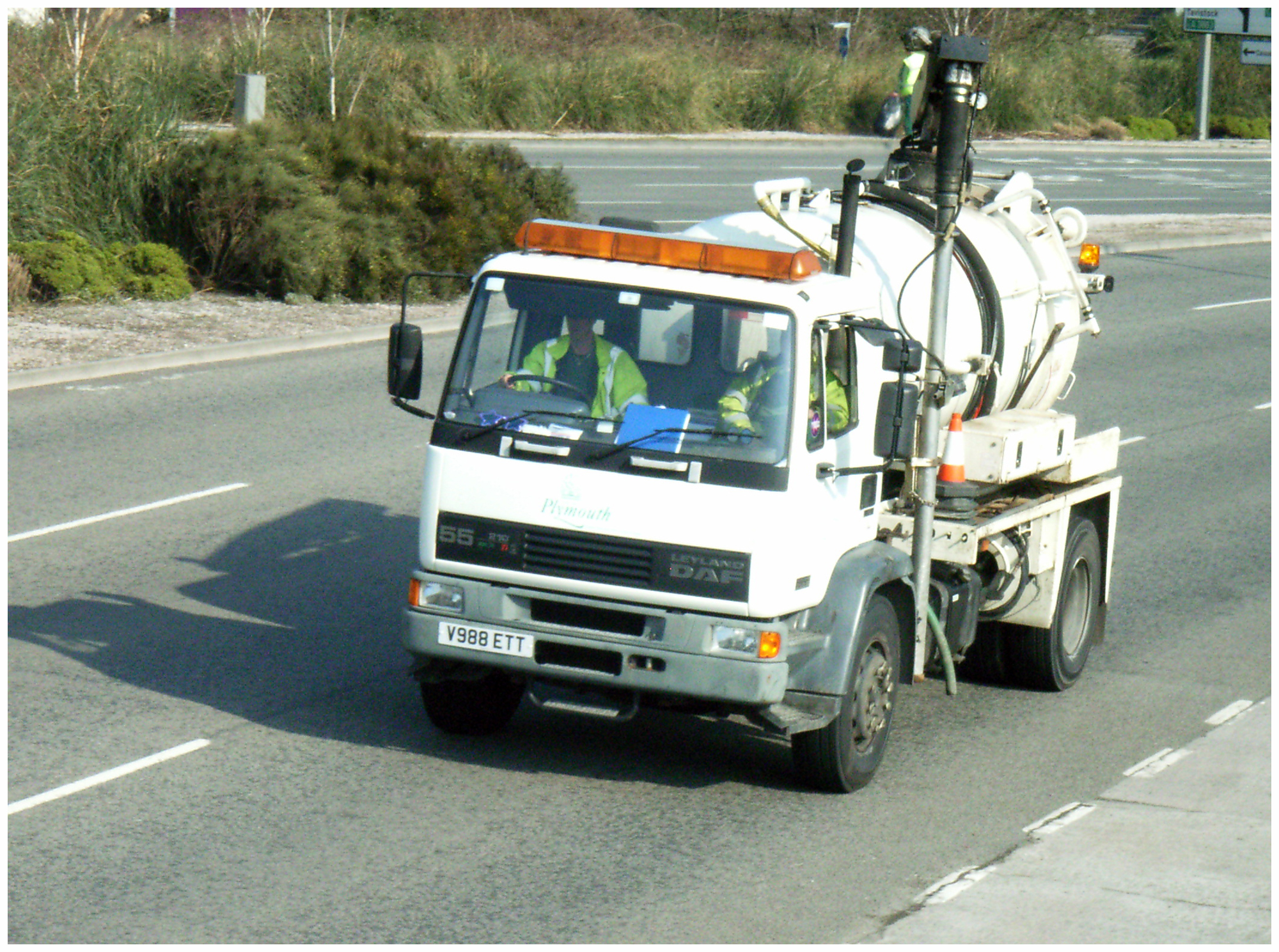
DAF 55.210 (1995-2000)

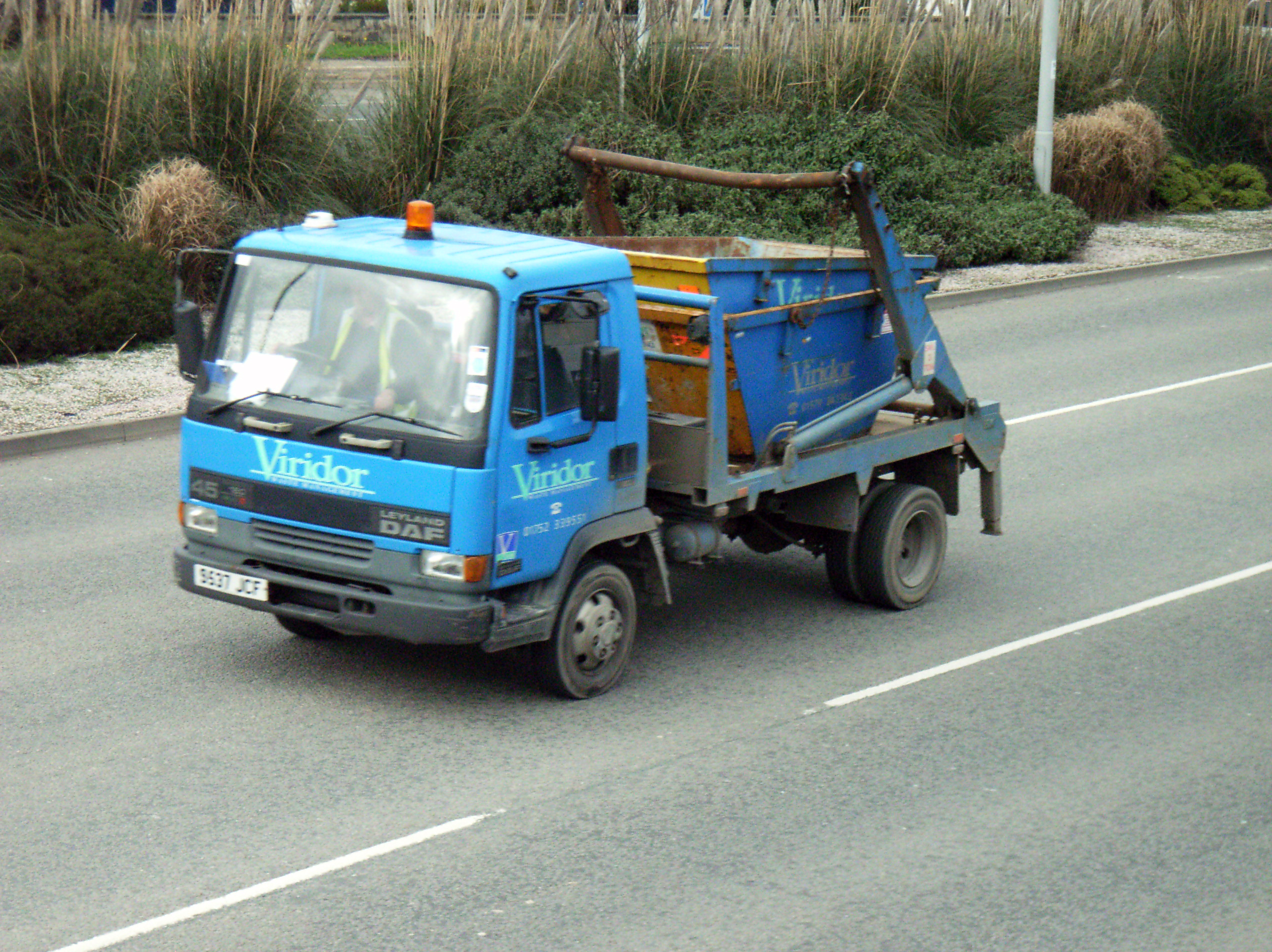
DAF 45.150 (1996-2000)

### DAF 600/800/1000
Після придбання в 1987 року концерном DAF компанії Leyland, модель Leyland Roadrunner (виготовлялась з 1984 по 1993 рік) з мінімальними змінами стала продаватися під назвою DAF 600 і 800. На відміну від Leyland, вантажівки DAF втратили характерне вікно в лівій частині кабіни і отримала переднє оформлення в стилі інших вантажівок DAF. Вантажівки DAF 600 були оснащені двигуном 5,88 л потужністю 116 к.с., а DAF 800 тим самим двигуном, але потужністю 132 або 145 к.с., останній - з турбонаддувом.
Пізніше була представлена 10-тонна версія DAF 1000 з модифікованою підвіскою, осями і великими колесами та двигунами 5,88 л потужністю 132 або 145 к.с..

### DAF 45/55
З 1991 року модель DAF 600/800/1000 вантажопідйомністю 6,5-10 тонн називається DAF 45 з двигунами 5,88 л потужністю 115, 130, 145 і 162 к.с. (останні два з турбонаддувом). Кабіна DAF 600/800/1000 залишилася незмінною.
В 1995 році представлена більш важка модифікація DAF 55 вантажопідйомністю 11-15 тонн з 6-циліндровими дизелями Cummins (5,88 л, 132, 146, 181. 215 та 235 к.с.),  5- і 6-ст. МКПП фірми ZF.
В 1996 році модель DAF 45 модернізували, зробивши її подібною на DAF 55. Вантажівка отримала двигуни Cummins 5,88 л потужністю від 132 до 215 к.с.